# Fiat Regata
Der Fiat Regata (Typ 138) ist ein von August 1983 bis Januar 1990 gebautes Pkw-Modell des italienischen Automobilherstellers Fiat. Der Regata basiert ebenso wie der Seat Malaga und Ronda auf der Plattform der Schräghecklimousine Fiat Ritmo. Es gab zwei Serien, von 1983 bis Mitte ´86 und dann die zweite bis Anfang 1990.

## Karosserievarianten
Der Regata wurde zunächst nur als viertürige Limousine mit Stufenheck angeboten. Im September 1984 folgte der fünftürige Kombi, der zum ersten Mal die bei Fiat später dann übliche Zusatzbezeichnung Weekend trug. Die in geringen Stückzahlen verkaufte Lieferwagenvariante wurde Fiat Marengo genannt.
Die Heckklappe des Regata Weekend ist waagerecht geteilt. Die obere Klappe schließt in Höhe des Stoßfängers ab und der untere Teil samt Ladekante und einem Teil des Stoßfängers kann heruntergeklappt werden. Sie kann auch während der Fahrt geöffnet bleiben, um den Transport langer Gegenstände zu ermöglichen.

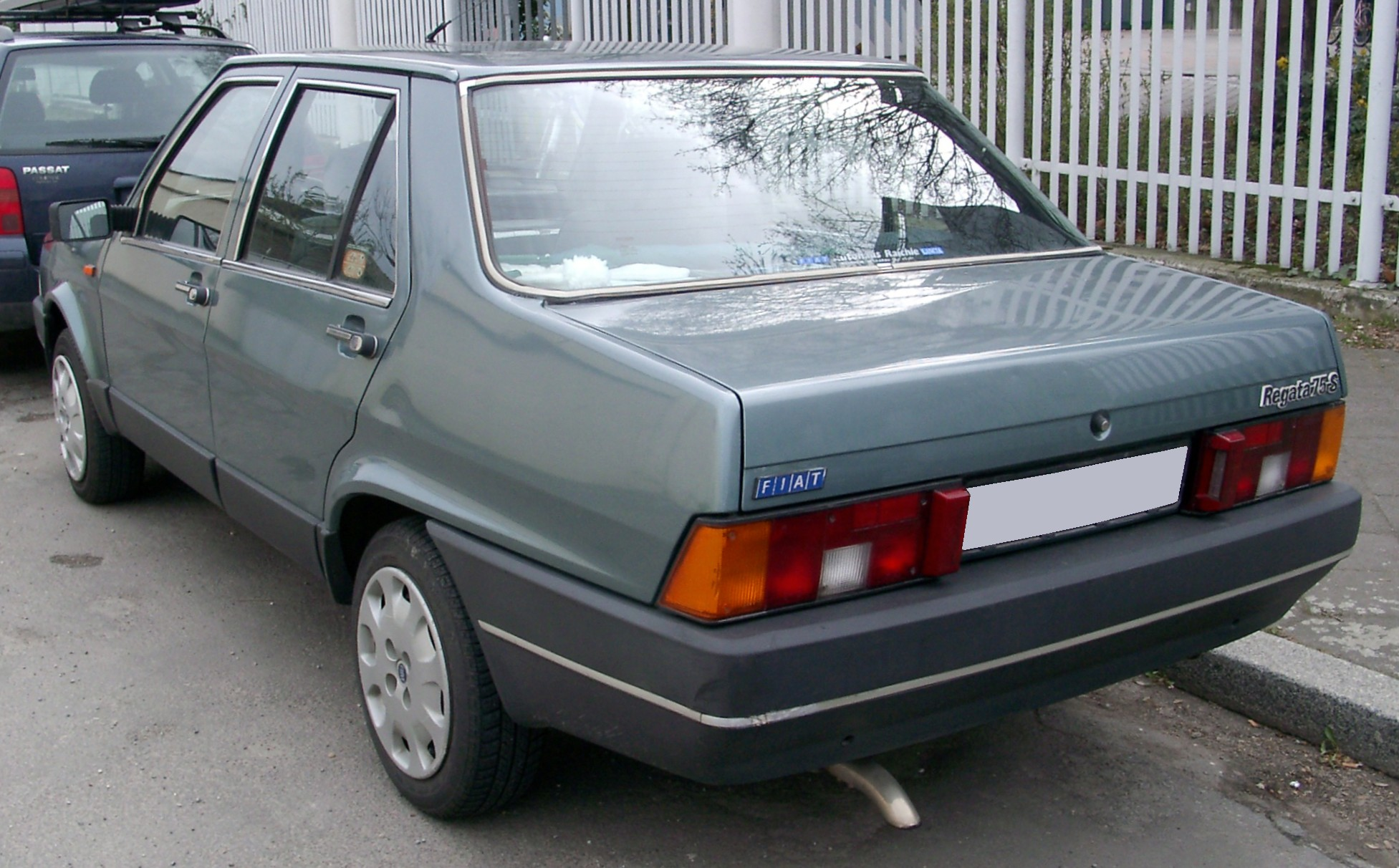
Heckansicht (1986–1990)
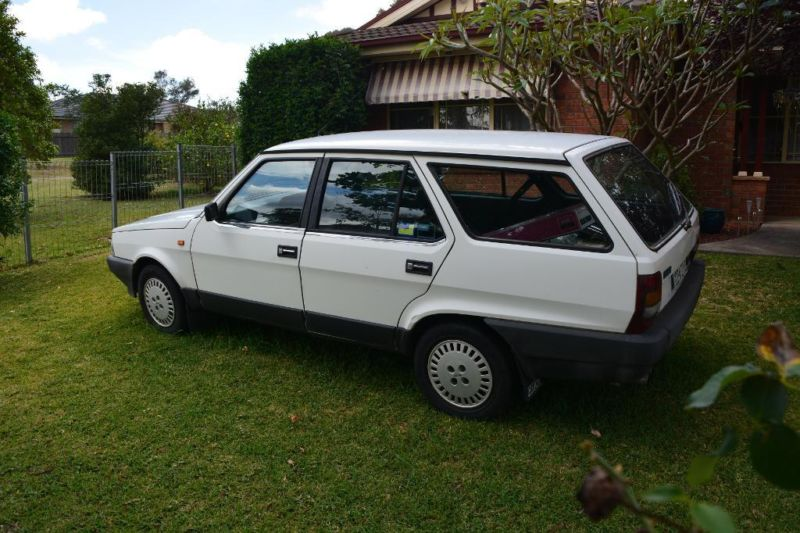
Fiat Regata Weekend (1984–1986)
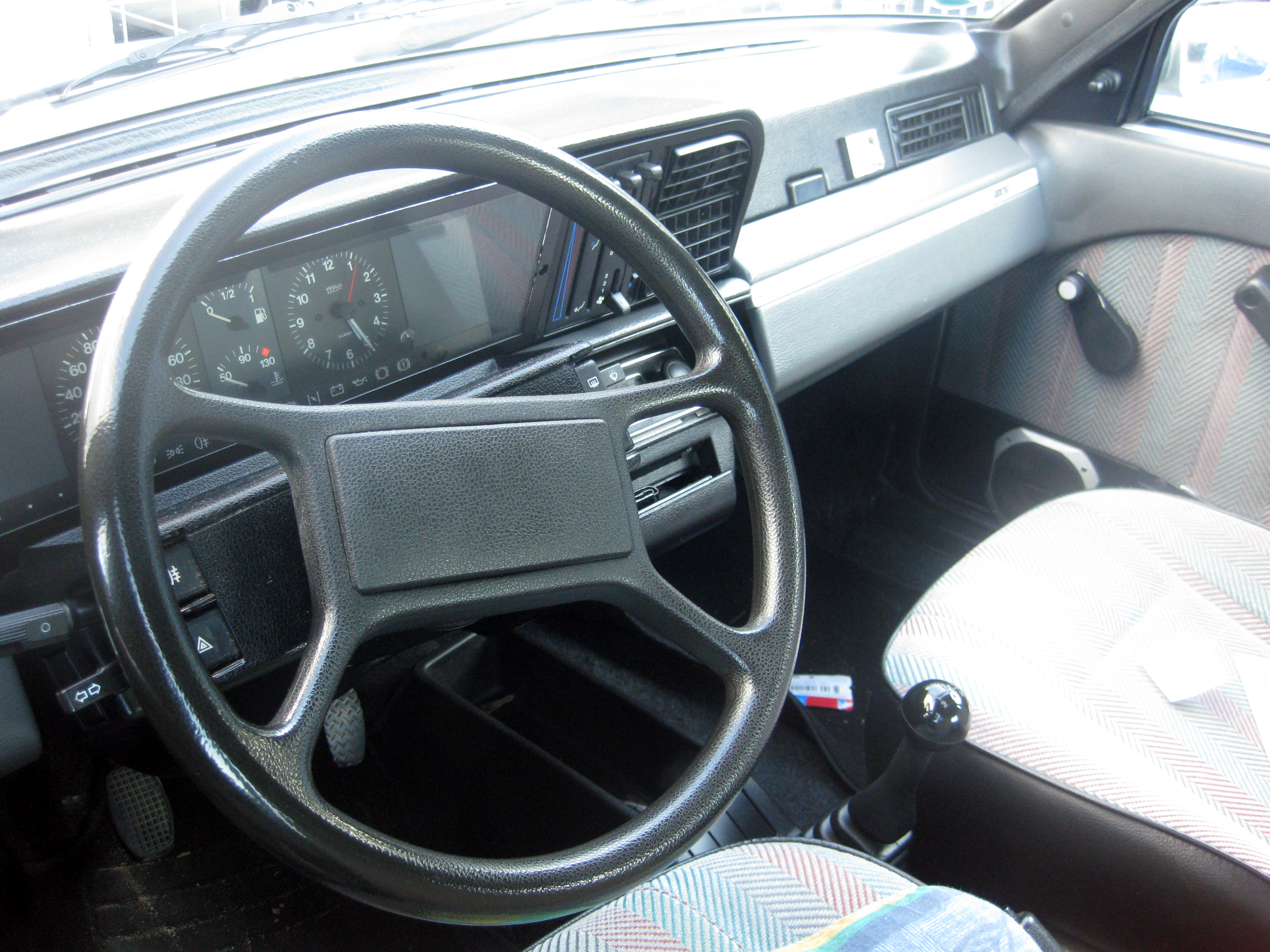
Cockpit

## Motorvarianten
| Modell        | Typ                            | Hubraum  | Leistung     | Vmax     | Bauzeit         |
| ------------- | ------------------------------ | -------- | ------------ | -------- | --------------- |
| Ottomotoren   |                                |          |              |          |                 |
| 70 1.3        | R4, 8V, Vergaser               | 1280 cm³ | 48 kW/65 PS  | 155 km/h | 08/1983–07/1989 |
| 70 S 1.3      | R4, 8V, Vergaser               | 1280 cm³ | 50 kW/68 PS  | 155 km/h | 08/1983–07/1986 |
| 75 S          | R4, 8V, Vergaser               | 1498 cm³ | 55 kW/75 PS  | 165 km/h | 12/1983–12/1987 |
| 75 S i.e.     | R4, 8V, Saugrohreinspritzung   | 1498 cm³ | 55 kW/75 PS  | 170 km/h | 05/1985–07/1989 |
| 85 S 1.5      | R4, 8V, Vergaser               | 1498 cm³ | 58 kW/79 PS  | 165 km/h | 05/1985–12/1987 |
| 85 S          | R4, 8V, Vergaser               | 1498 cm³ | 60 kW/82 PS  | 165 km/h | 08/1983–04/1985 |
| 85 S 1.6      | R4, 8V, Vergaser               | 1574 cm³ | 60 kW/82 PS  | 170 km/h | 10/1983–01/1990 |
| 90 S i.e.     | R4, 8V, Saugrohreinspritzung   | 1574 cm³ | 66 kW/90 PS  | 175 km/h | 01/1987–07/1989 |
| 100 S         | R4, 8V, DOHC, Registervergaser | 1574 cm³ | 74 kW/100 PS | 180 km/h | 10/1983–01/1990 |
| 100 S i.e.    | R4, 8V, Saugrohreinspritzung   | 1574 cm³ | 74 kW/100 PS | 180 km/h | 10/1983–07/1989 |
| Dieselmotoren |                                |          |              |          |                 |
| D 1.7         | R4, 8V                         | 1698 cm³ | 44 kW/60 PS  | 150 km/h | 05/1985–03/1989 |
| D 1.7         | R4, 8V                         | 1714 cm³ | 43 kW/58 PS  | 150 km/h | 08/1983–12/1986 |
| DS 1.9        | R4, 8V                         | 1929 cm³ | 48 kW/65 PS  | 155 km/h | 04/1984–07/1989 |
| Turbo DS 1.9  | R4, 8V, Turbo                  | 1929 cm³ | 59 kW/80 PS  | 170 km/h | 05/1986–07/1989 |

Von Frühjahr 1985 bis Mitte 1987 wurde der Regata auch als 70 ES (für Energy Saving) angeboten, der durch verschiedene Modifikationen Benzin einsparen sollte. Äußerlich unterschied er sich durch Windabweiser an den vorderen Seitenfenstern, spezielle strömungsgünstige Radkappen und eine mattschwarze Gummi-Abrißkante auf dem Kofferraumdeckel von den anderen Modellen. Technische Besonderheiten waren die kennfeldgesteuerte, elektronische Zündungsanlage Digiplex und das Start-Stopp-System Citymatic: bei eingeschalteter Funktion konnte der Motor per Knopfdruck ausgeschaltet werden und per Gaspedaldruck wieder gestartet werden.

## Fahrwerk
Alle Räder des Regata sind einzeln aufgehängt, vorne an MacPherson-Federbeinen und Querlenkern mit Stabilisator. Hinten gibt es trapezförmige Querlenker mit Dämpferbeinen, eine quer zwischen beide Querlenker gespannte Blattfeder sowie Gummistopper gegen Fahrwerksdurchschläge. Spur und Sturz sind vorn und hinten einstellbar. Die Lenkung arbeitet mit Ritzel und Zahnstange.
Die Bremsen, vorn Scheibenbremsen mit Einkolbenschwimmsätteln und an den Hinterrädern Trommelbremsen mit Bremskraftregler, werden hydraulisch über ein Zweikreissystem mit Bremskraftverstärker betätigt.

## Sondermodelle
- Regata Antares (1988), in den Versionen 70C und 85C für den britischen Markt, Dekorstreifen, Schiebedach, Lackierung in „bordeaux red“ oder „mirage grey“
- Regata Brise (1985), Glashubdach, Dekorstreifen, Radzierblenden mit Segel-Optik, Radio Blaupunkt Mainz
- Regata Quarzo (1985)
- Regata Riviera (1987), Dekorstreifen, Metallic-Lackierung und spezielle Karo-Sitzbezüge